# Skuttipatshokka
Skuttipatshokka är en kulle i Finland. Den ligger i Utsjoki kommun och landskapet Lappland, i den norra delen av landet, 1 000 km norr om huvudstaden Helsingfors. Toppen på Skuttipatshokka är 300 meter över havet.
Terrängen runt Skuttipatshokka är kuperad åt nordväst, men åt sydost är den platt. Terrängen runt Skuttipatshokka sluttar västerut.  Trakten runt Skuttipatshokka är nära nog obefolkad, med mindre än två invånare per kvadratkilometer. Närmaste större samhälle är Karigasniemi, 12,8 km norr om Skuttipatshokka. Omgivningarna runt Skuttipatshokka är i huvudsak ett öppet busklandskap.